# Metamorfoses
Metamorfoses é um poema épico escrito pelo poeta romano Ovídio, considerado uma das obras mais relevante da literatura ocidental. Ele narra os acontecimentos mais relevantes da mitologia greco-romana em um enredo de fluxo contínuo, sendo uma das principais fontes de referência para esses mitos.
Este poema narrativo foi tornado público por volta do ano 8, e, ao lado de Fastos, trata-se talvez de um de seus poemas inconclusos por conta do exílio que sofreu no Ponto Euxino, costa do Mar Negro, região distante de Roma. É desconhecida a causa do exílio, mas existem duas hipóteses: ou Augusto não tenha gostado do âmbito de sua obra desde A Arte de Amar, e as Metamorfoses de Ovídio, ao contrário do pensamento de ordem e estabilidade do imperador, mostram um mundo em constante mutação, ou o poeta romano foi indiscreto a respeito de algum aspeto íntimo do soberano ou de sua família.
A estrutura de Metamorfoses constitui-se de 15 livros escritos em hexâmetro dactílico com cerca de 250 narrativas em doze mil versos compostos em latim, e que transcorrem poeticamente sobre a cosmologia e a história do mundo, confundido deliberadamente ficção e realidade, narrando a transfiguração dos homens e dos deuses mitológicos em animais, árvores, rios, pedras, representando o princípio dos tempos, chegando à apoteose de Júlio César e ao próprio tempo do poeta, ou seja, o Século de Augusto (43 a.C. - 14 d.C.). Este ciclo histórico apresenta a mitologia como uma etapa no desenvolvimento do mundo e do homem: Ovídio segue o conceito de Hesíodo e nos mostra as quatro idades cronológicas da mitologia clássica (conhecidas como a Idade do Ouro, a Idade de Prata, a Idade do Bronze, e a Idade do Ferro). Aproveitando tal abordagem das Eras do Homem, Ovídio uniu livremente os deuses aos mortais em histórias de amor, incesto, ciúme, crime.
Contemporâneo de Horácio e Virgílio, Ovídio deu novo acabamento literário aos mitos gregos que haviam sido aproveitados pelo Império Romano quando esse conquistou a Grécia. Assim, poetas como Homero e Pausânias foram de fundamental importância para sua inspiração. Embora as personagens sejam mitológicas, o caráter de seus diálogos e contos são permeados por humanidade. Em Metamorfoses, ele desenvolveu e até popularizou os mitos mais famosos e mais lembrados da mitologia grega, tais como o de Midas, Orfeu, Eros, Psiquê, Zeus, Afrodite, Baco, Narciso, entre outros. Outro aspecto apresentado em seu poema é o Caos, confusão de todos os elementos que se supõe ter precedido a criação do universo, e que o poeta se refere em latim como rudis indigestaque moles ("massa informe e confusa").
A Metamorfoses de Ovídio permanece até hoje como um dos trabalhos poéticos mais aclamados sobre mitologia, e o poema mais influente da história da poesia e da arte - poucas foram as obras poéticas que inspiraram tantas formas artísticas como a literatura, a música, a arquitetura, a pintura. Seu caráter social e espiritual acerca dos ciclos históricos do homem influenciou também a filosofia, notavelmente o Discurso sobre a origem e os fundamentos da desigualdade entre os homens (1989), de Jean-Jacques Rousseau. Preservado pelo gosto da cultura ocidental através dos séculos, inspirou, entre outros autores, Dante, Shakespeare, Franz Kafka, Fernando Pessoa (Bernardo Soares), Cruz e Sousa, Manoel de Barros, e pintores ou escultores tão diversos como Michelangelo, Rafael, Tiziano, Correggio, Veronese, Caravaggio, Rubens, Bernini, Velásquez, Rembrant, Delacroix, entre tantos outros. Figura, portanto, como uma das mais importantes obras clássicas da mitologia greco-romana e da literatura latina.

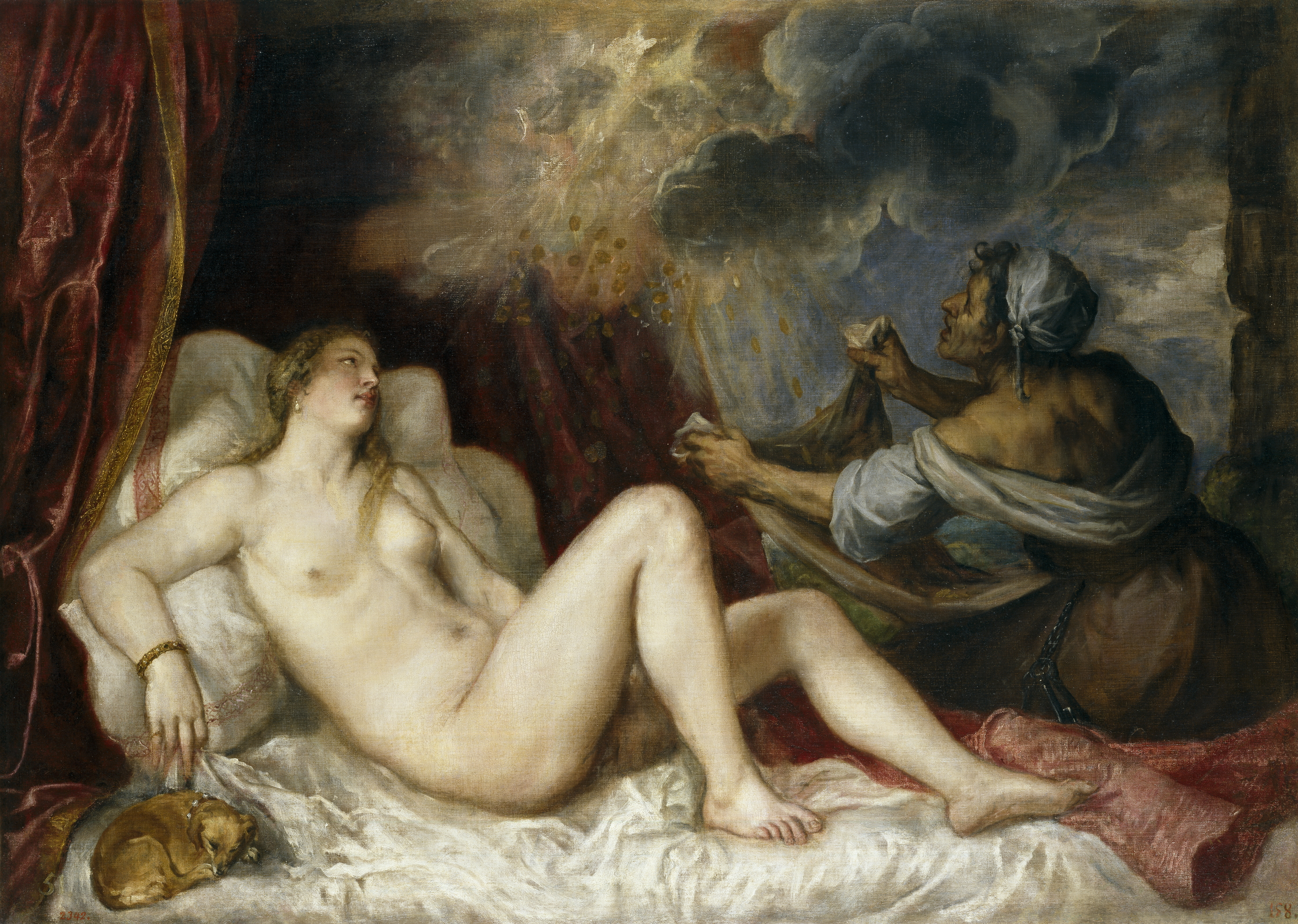
Ticiano, Danaë, 1553-1554, uma das muitas pinturas presentes nesse artigo inspiradas na Metamorfoses.

### Metamorfose

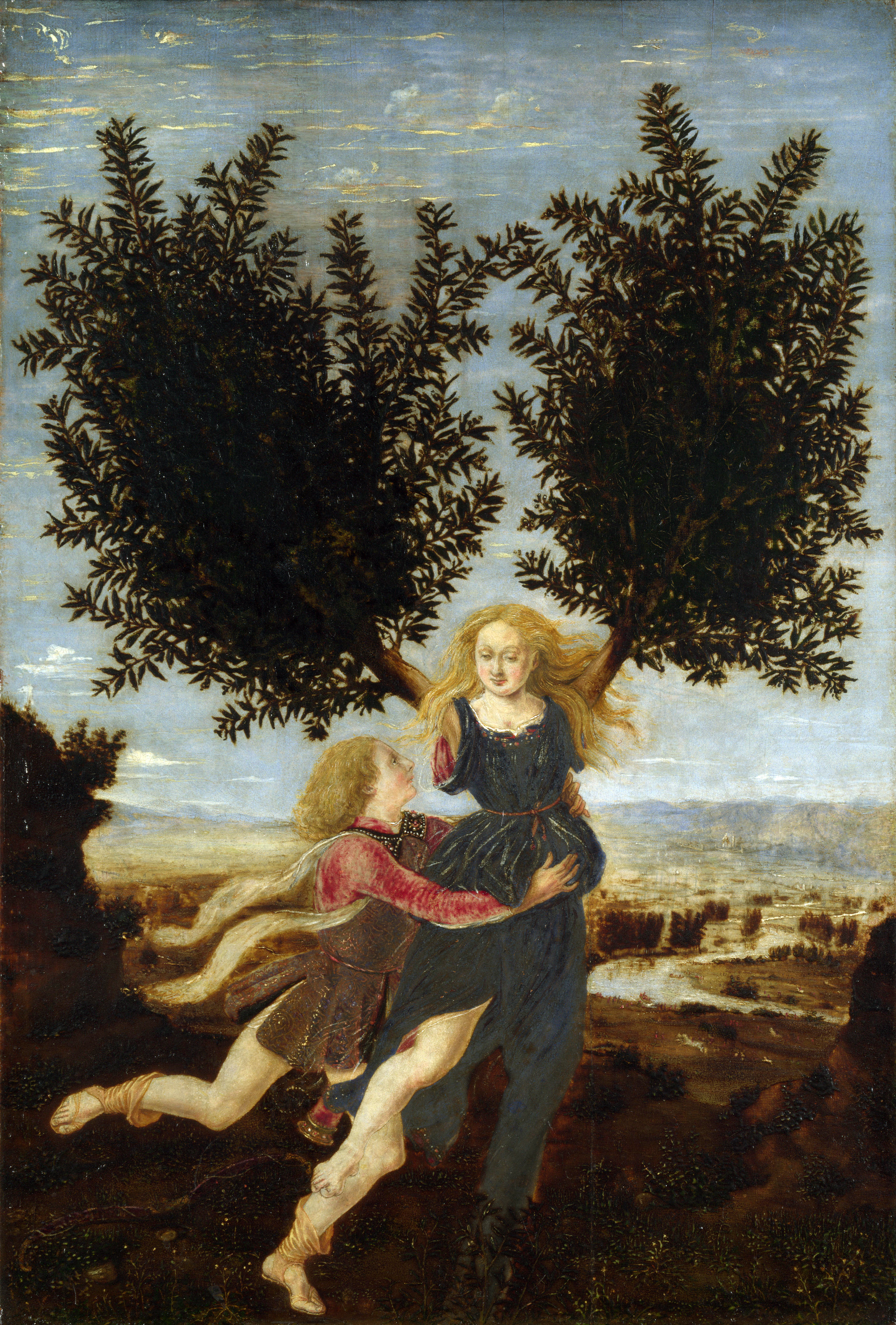
Piero Pollaiuolo, Apolo e Dafne, século XV: Dafne se metamorfoseia em árvore para fugir do deus do sol.

### Cosmogonia e Eras do Homem

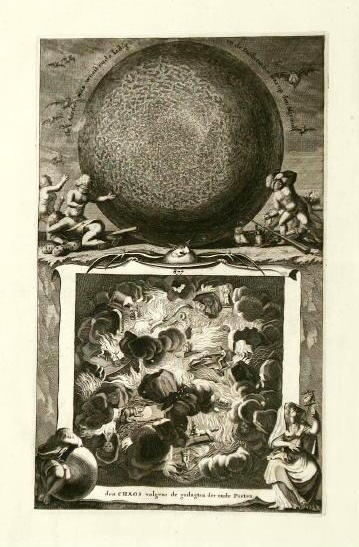
Caos, desenho de W. Goeree, 1690. Versos 5-20 da Metamorfoses descrevem a Gênese como uma confusão de elementos desarmônicos.

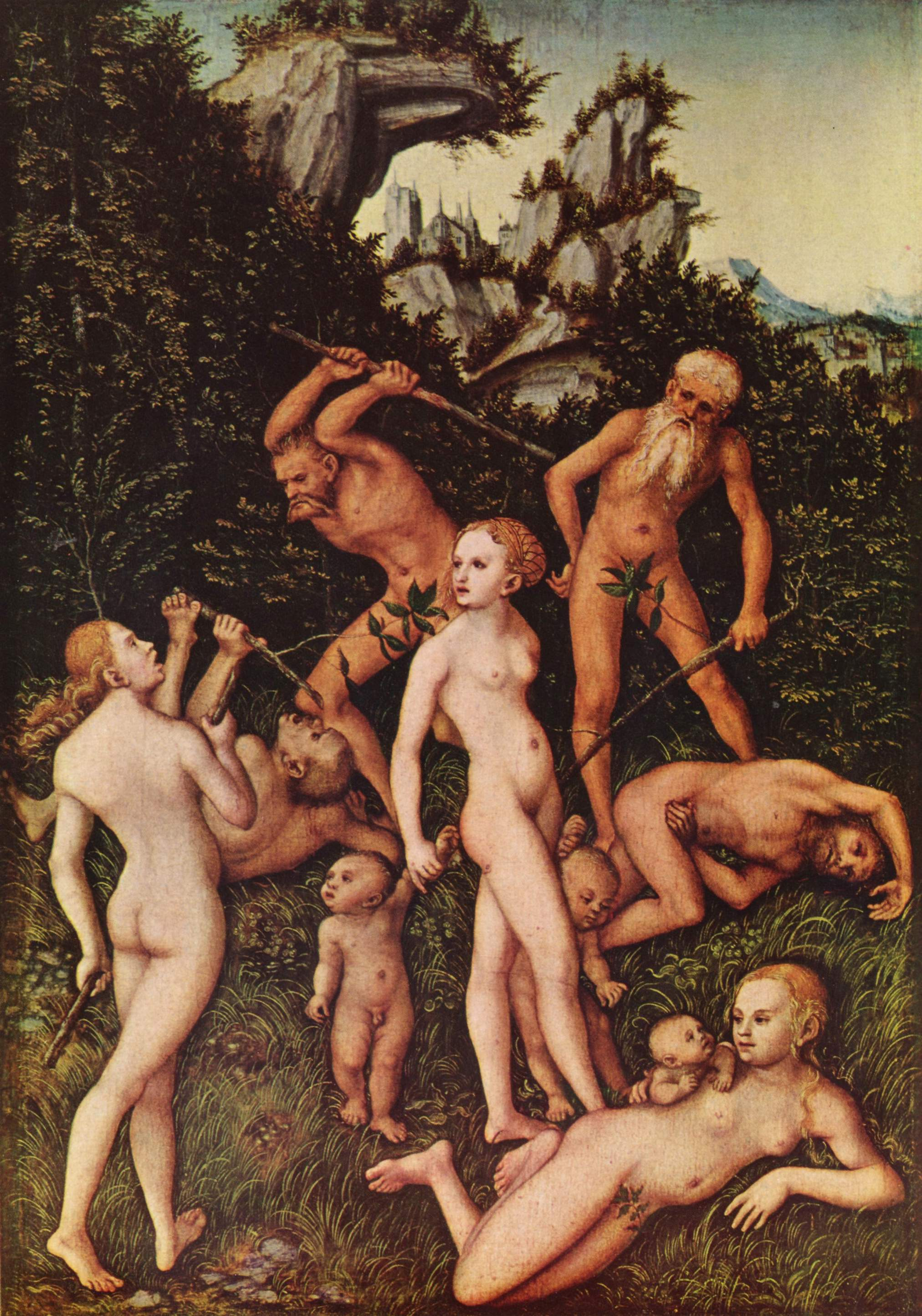
Lucas Cranach, o Velho, Era de Prata, século XVI. Museu Nacional, Alemanha.

### Criação do homem e da mulher

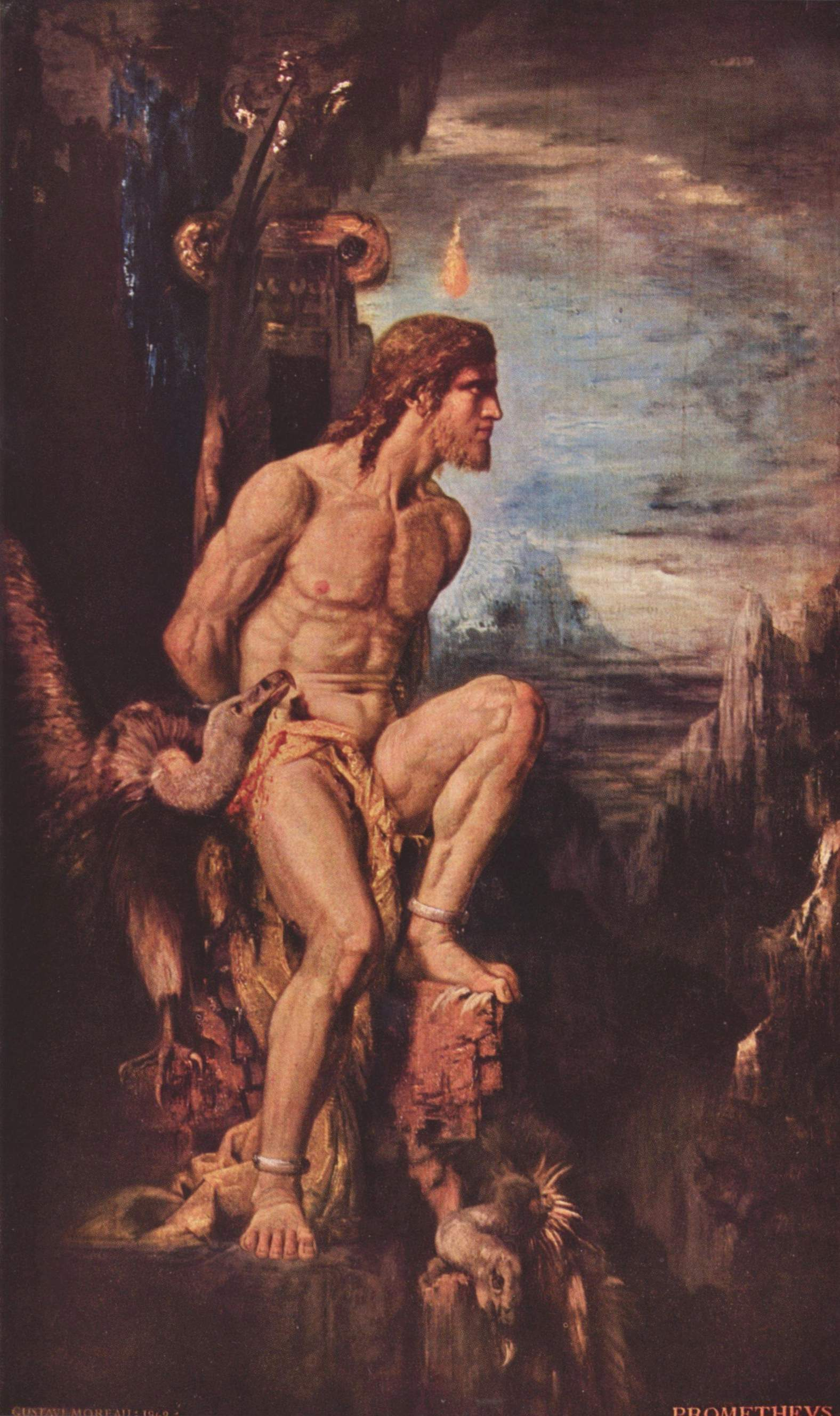
Gustave Moreau, Prometeu, 1868: o homem, embora rivalize com os deuses, deseja fazer parte do divino, e para isso modela o primeiro homem à imagem divina.

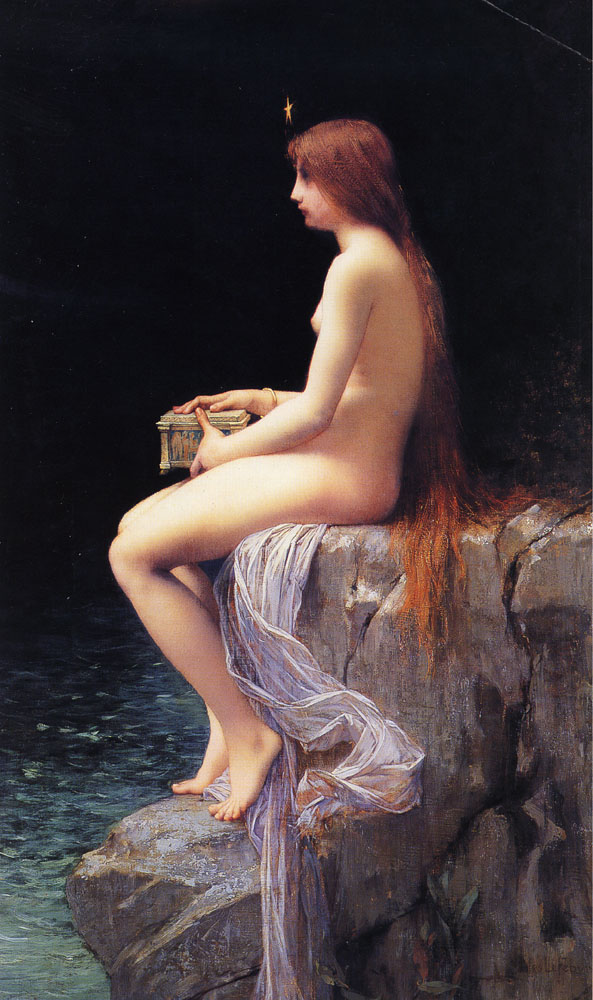
Jules Joseph Lefebvre, Pandora, 1882: "a mulher é o castigo descido do céu para que os homens esqueçam do espírito e sejam seduzidos pelo banal".

### Vingança

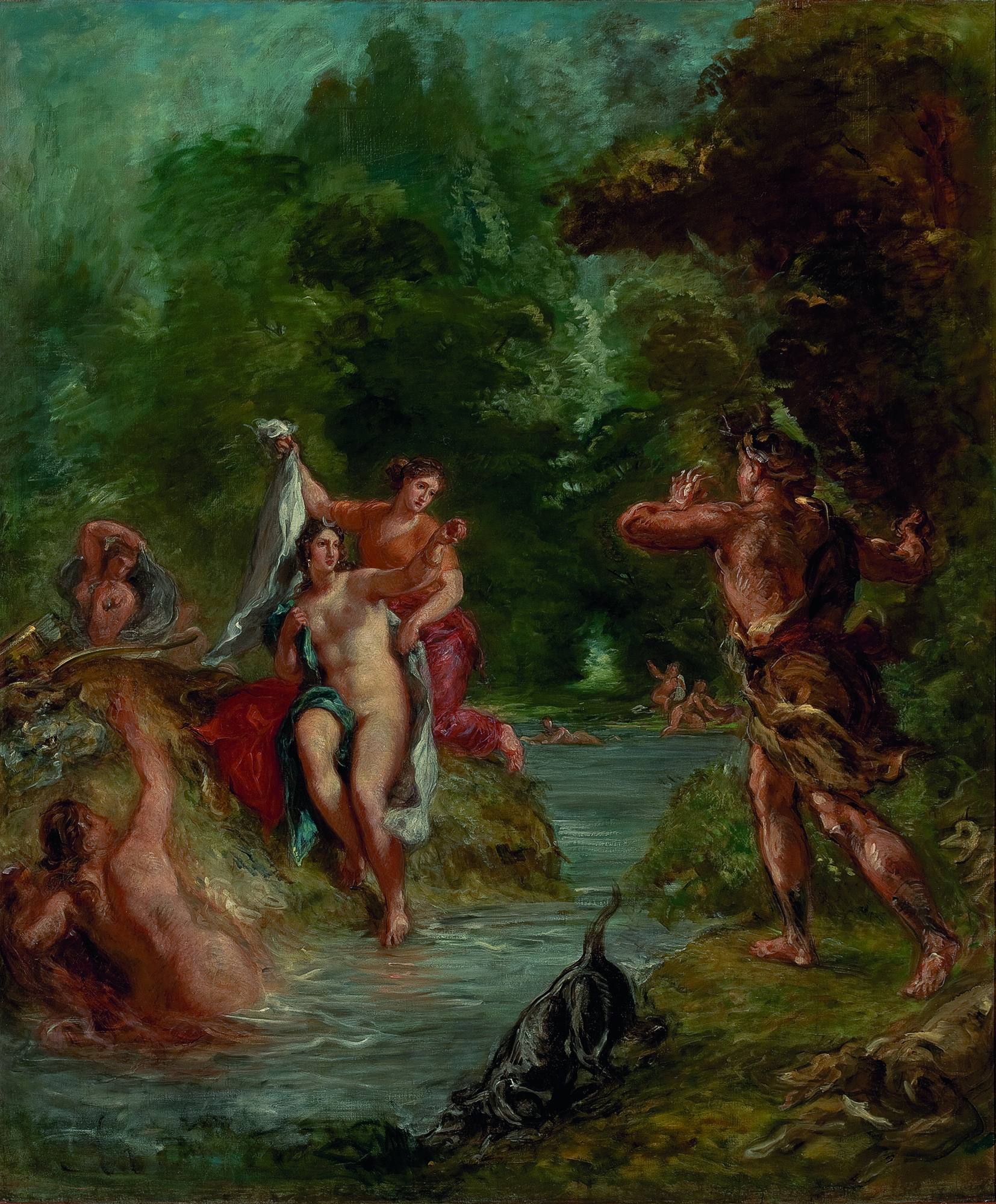
Delacroix, O Verão - Diana Surpreendida por Acteão, 1856-1863. Museu de Arte de São Paulo.

### Amor erótico, conceitual, e sexo

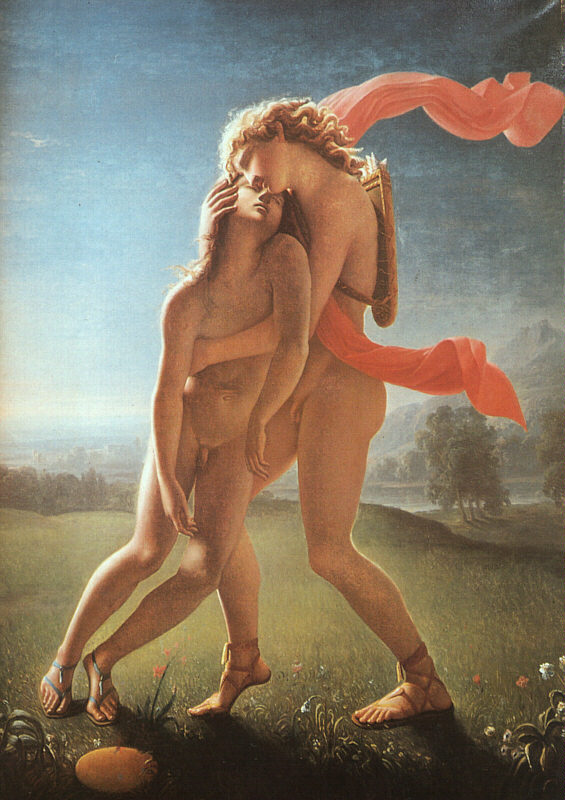
Jean Broc, A Morte de Jacinto, 1801. Pintura que mostra o momento da morte do jovem amado por Apolo, de forma sutil e delicada, uma bela demonstração de homoerotismo artístico.

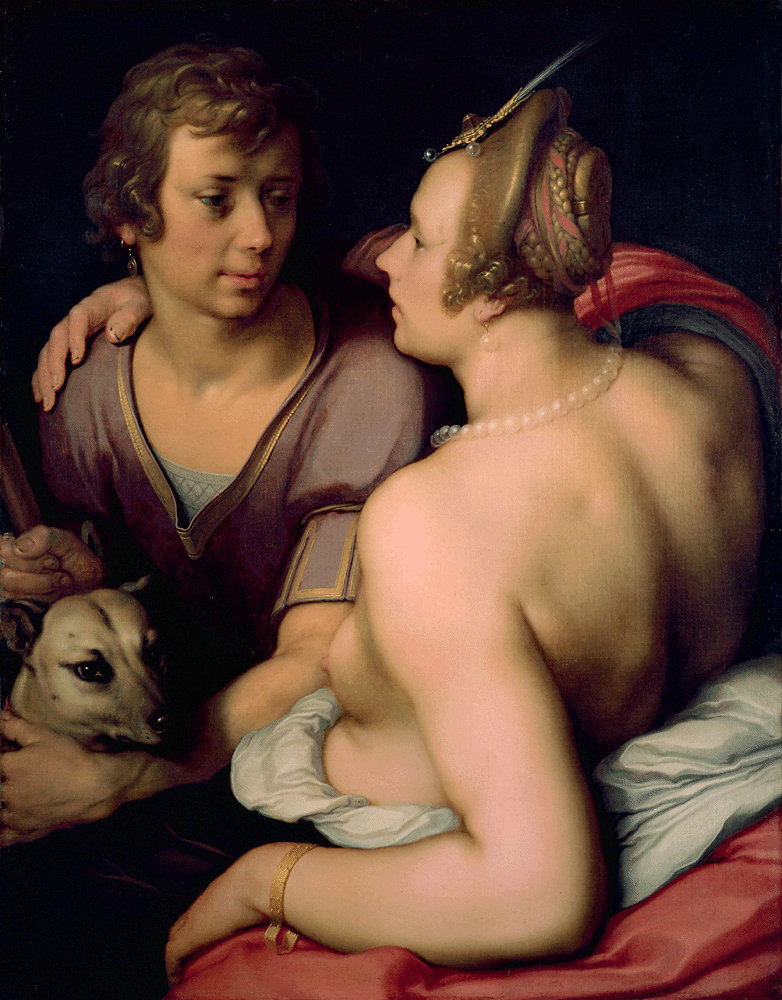
Cornelis van Haarlem, Vênus e Adônis, 1614: um mito que exemplifica quando um indivíduo põe suas vontades na frente dos desejos de sua/seu parceira(o).

### Psicanálise

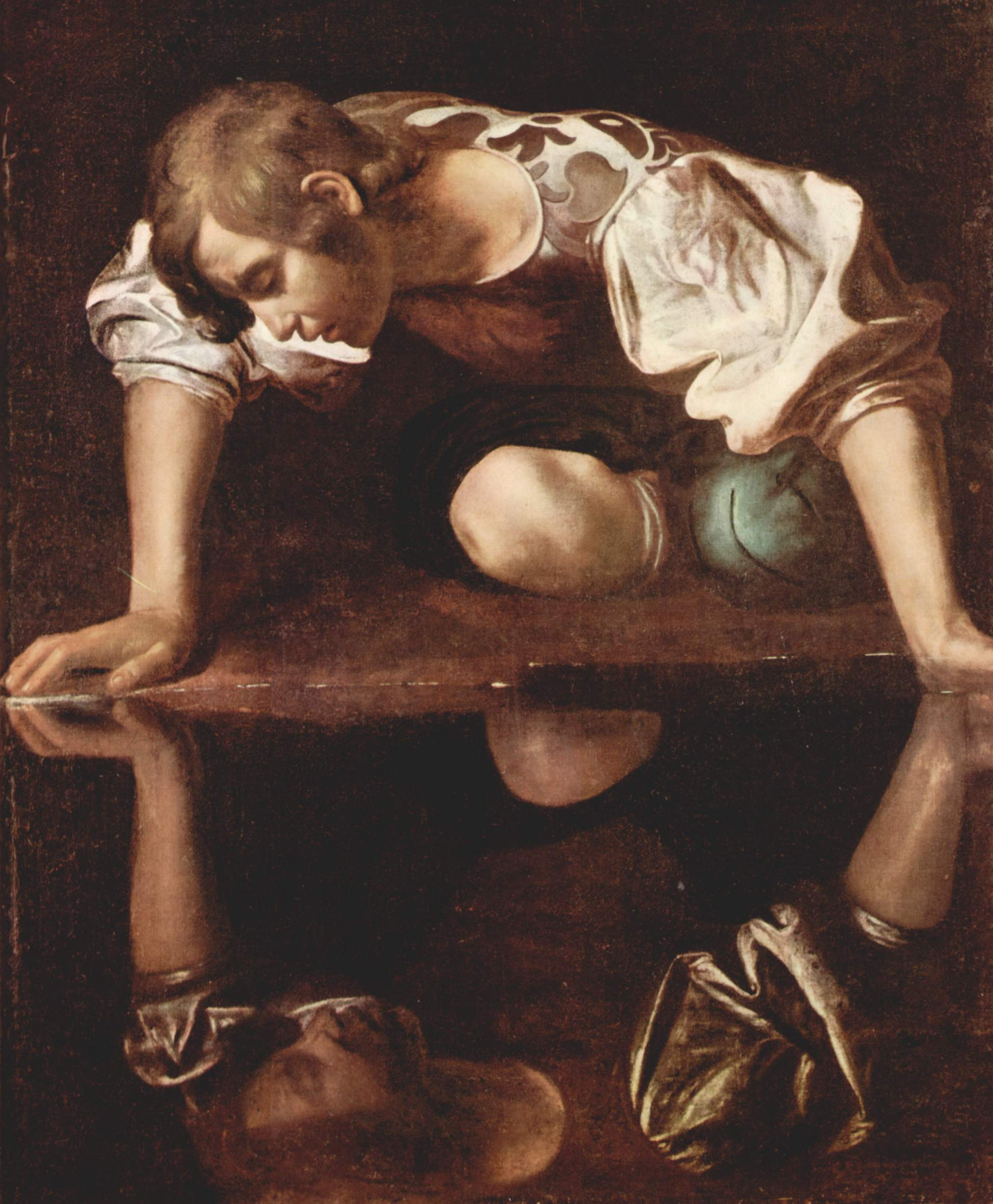
Narciso (1594-1596) de Caravaggio: o belo jovem tornou-se o protagonista do "Eu" na cultura ocidental.

### Psicologia e educação

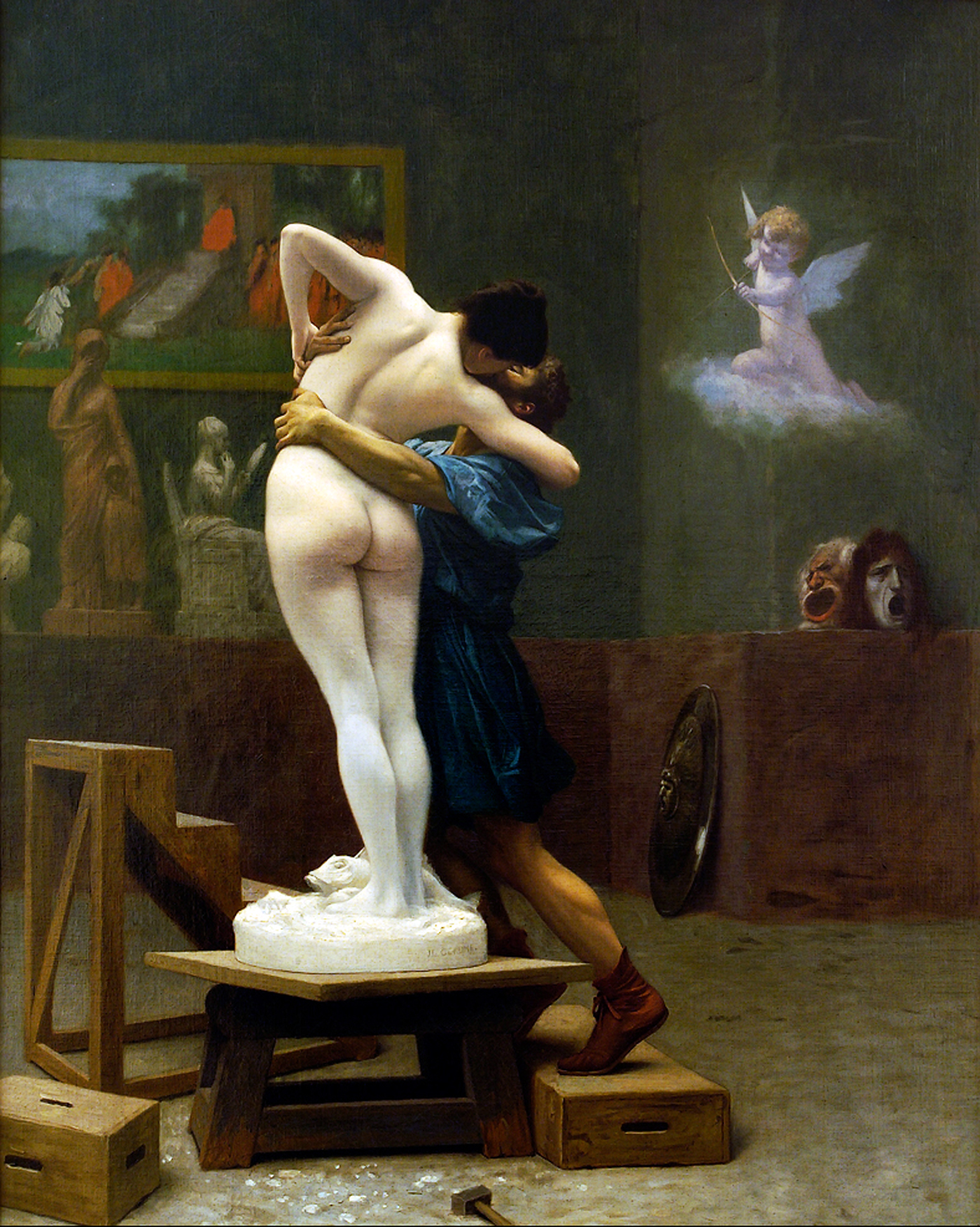
Jean-Léon Gérôme, Pigmaleão e Galateia, 1890: a visão de determinada pessoa em relação a outra determina a verdade que a primeira passa a demonstrar.

## Visão geral
Nascido em Sulmona, Itália Ovídio cresceu dentro de uma rica família que lhe proporcionou uma notável educação em Roma e em Atenas. Seu pai o instruía com o objetivo de levá-lo à carreira pública romana, à advocacia, e para isso se esforçou com que Ovídio e seu irmão mais velho aprendessem retórica, contudo o primeiro dos dois preferiu arriscar-se na poesia. Tudo indica que a profissão já era difícil na época.

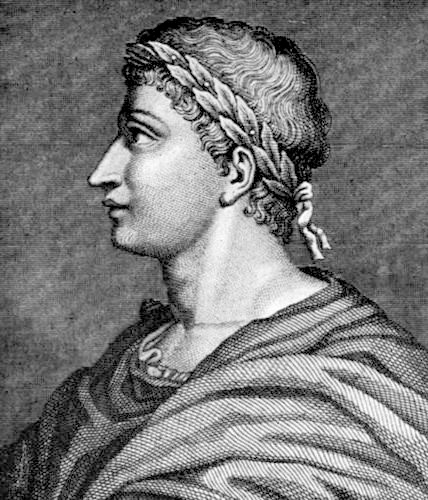
O poeta Romano Ovídio com uma coroa de louros na cabeça.

Quando o Império Romano conquista a Grécia, e sua mitologia se funde com a mitologia dos gregos, surgem tendências sincronatórias que obrigam os romanos a escolherem personagens de seu panteão precário para que se unam a seus equivalentes na tradição grega. Ocorre que os gregos encaravam sua mitologia como religião, enquanto que muitos romanos mantinham-se na defensiva quanto a isso, como Cícero. Os poemas ovidianos - tidos como líricos, libertinos e irônicos - principalmente a Metamorfoses, por seu caráter mítico, pertence à era romana e ao helenismo, e, ao lado dos poemas de Sêneca e Virgílio, constitui-se mais como um exercício literário do que uma prática ritualística aos deuses, como assim fazia Homero em sua Odisseia. Depois do cristianismo, unificou-se a mitologia dos dois povos, fazendo com que "greco-romanos" fosse adjetivo, no plural, para tudo aquilo que fosse comum aos gregos e aos romanos, mas o fato é que os críticos observam na cultura latina um mimetismo acentuado em relação à cultura da Grécia antiga. Mitos como o de Narciso, por exemplo, já eram conhecidos por Pausânias e talvez por Estrabão, o que forçou Ovídio a recorrer a esses e outros poetas para compor sua Metamorfoses.
Acredita-se que Ovídio tenha tido uma inimitável facilidade de metrificar, e que Metamorfoses, sua mais famosa obra, tenha sido estimada por ele mesmo como sua obra-prima, como a produção pela qual o poeta se tornaria imortal. É tido como o poeta romano que soube, ao lado de outros, imprimir em versos o tom, a cor e os sonhos da jovialidade, da alegria (ainda em Metamorfoses), e também da dor que experimentou depois do exílio. Sua obra é dividida pelos acadêmicos em três grupos: "poemas de amor" (Amores, Heroides, Ars Amatoria, e Remedia Amoris), "poemas eruditos" (Metamorfoses e Fastos), e "poemas do exílio" (Tristia, Epistulae ex Ponto, Íbis e Haliêutica). Metamorfoses figura, ao lado de Fastos, como uma produção de sua fase madura, momento no qual sua veia poética encontrava-se no auge.

### Inter e intratextualidade

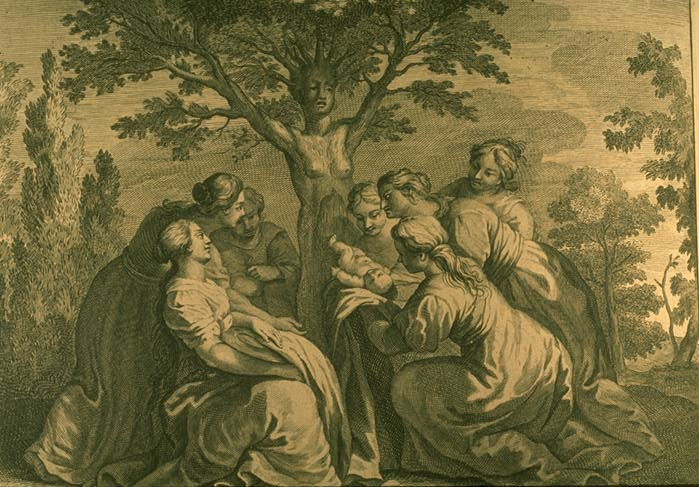
Mirra e o Nascimento de Adônis. Desenho de Bernard Picart para a Metamorfose, Livro X, 476-519.